# Барбара Циллі
Барбара Циллі (хорв. Barbara Celjska, угор. Cillei Borbála (1392 , Целє, County of Cillid  — 11 липня 1451 , Мельник, Богемське королівство, Священна Римська імперія )) — дочка графа Цельского, імператриця Священної Римської імперії, дружина німецького імператора Сигізмунда. Отримала епітет «Мессаліна Німеччини». Стояла біля витоків ордена Дракона. За відсутності свого чоловіка керувала Угорщиною як регент.

## Генеалогія
Барбара була дочкою Германа II, графа Целе, і графині Анни Шаунберг. По батькові Барбара була онукою Германа I, графа Циллі, і його дружини Катерини Боснійської, можливо сестри Єлизавети Боснійської. По матері Барбара була онукою Генріха III Шаунберга і його дружини Урсули Горц.
Барбара та її кузина Анна вийшли заміж за правлячих королів, чиї покійні дружини були сестрами і родичами сім'ї Циллі. Анна вийшла заміж за Владислава II Ягайла, короля Польщі і Литви, в 1402 році після смерті Ядвіги Польської. Барбара вийшла заміж за Сигізмунда, короля Угорщини, в 1405 році після смерті Марії Угорської.
Онуки Барбари — Анна Люксембурзька, Єлизавета Австрійська і Владислав Посмертний. Вона одна з прародительок сучасних європейських королівських родів, її кров тече у венах більшості сьогоднішніх династій.
Батько Барбари як тесть ворогуючих Сигізмунда Люксембурга і Владислава II Ягайла грав важливу роль в політиці до Грюнвальдської битви 1410 року, допомагаючи запобігти атаку Сигізмунда, який був у союзі з Тевтонським Орденом. Ягайло з його слов'янськими союзниками розгромили Тевтонський орден разом з військами, наданими 22 західними країнами, включаючи Папські провінції.

## Біографія
Барбара була заручена у 1401 року і вийшла заміж 1405 (або 1408) за Сигізмунда, короля Угорщини, молодшого сина Карла IV, імператора Священної Римської імперії, що пізніше став правителем Німеччини (1410), Богемії (1419) та імператором Священної Римської Імперії в 1433 році. Цей шлюб мав посилити владу Сигізмунда над угорським троном, бо через свого батька Барбара могла простежити своє походження не тільки від словенська правителів Циллі і Котроманичів з Боснії, але і від благородного сімейства Субичів з Хорватії. Шлюб, мабуть, відбувся в 1405 році, але не існує точного підтвердження до 1408 року, коли вона стала королевою Угорщини .
Барбара народила Єлизавету, єдину спадкоємицю, що вижила та була спадкоємицею Сигізмунда, яка вийшла заміж за Альбрехта II, короля Німеччини.
Барбара провела більшу частину свого життя в Угорщині, тоді як її чоловік піклувався про інші свої трони, а вона була регентом Угорщини за його відсутності в 1412, 1414, 1416 і 1418 роках. У 1429 р. вона брала участь у конгресі Луцька. Вона була коронована королевою Угорщини в 1408 році, королевою Німеччини в 1414 р., імператрицею Священної Римської Імперії в 1433 і королевою Богемії в 1433 роках.
Барбару описували як розумну і красиву. Вона була добре освічена і говорила словенською, німецькою і латинською мовами. Вона була переконаною атеїсткою і, кажуть, забороняла своїм фрейлінам молитися. Томас Прусич вихваляв її красу, а Еней Сільвіо Піколоміні доповідав, що вона мала коханців, як і її чоловік, «невірний чоловік звільнив свою дружину від подружніх уз». Еней Сільвіо Піколоміні заявляв, що вона має «гарем» коханців. У 1419 році її чоловік відлучив її та її доньку від двору Орадя. Згідно з інформацією Сигізмунда фон Еберхарда, вони повернулися в 1421 році.
Барбара намагалася переконати богемців запропонувати Владиславу III Польському або Польському Казимиру Ягеллончиків Богемський трон після смерті Сигізмунда замість її зятя Альберта Австрійського, натомість, Владислав одружився з нею. Коли Сигізмунд дізнався про це, він наказав помістити її до в'язниці в Братиславі 5 грудня 1437 року.
Після смерті Сигізмунда Барбара була відпущена, вся її власність була конфіскована, а сама вона вигнана з Угорщини. Вона виїхала до Польщі, де їй, згідно інформації Пагала Длугоза, було надано маєток у Сандомирі. У 1441 році вона переїхала в Мельник в Богемії. Залишок життя вона провела як вдовуюча королева в Богемії, де її звинувачували в інтригах проти режиму. Вона провела свої останні роки в заняттях алхімією і окультизмом. Померла 1451 року від чуми.

## Родина
Чоловік — Сигізмунд Люксембург, імператор Священної Римської імперії та король Угорщини
Діти:
- Єлизавета Люксембурзька

## Генетика
Барбара Циллі — прямий, по материнській лінії, пращур Миколи II — російського імператора. За умови, що генеалогія правильна, це означає, що вона та її родичі по материнській лінії були членами мітохондріальної гаплогрупи T. Вона включає багато нащадків по жіночій лінії серед європейського дворянства. Її прадід — Владислав Котроманич, прабабуся — хорватська графиня — Олена Субіч, мати боснійського короля Твртко I.